# Kisiel owocowy

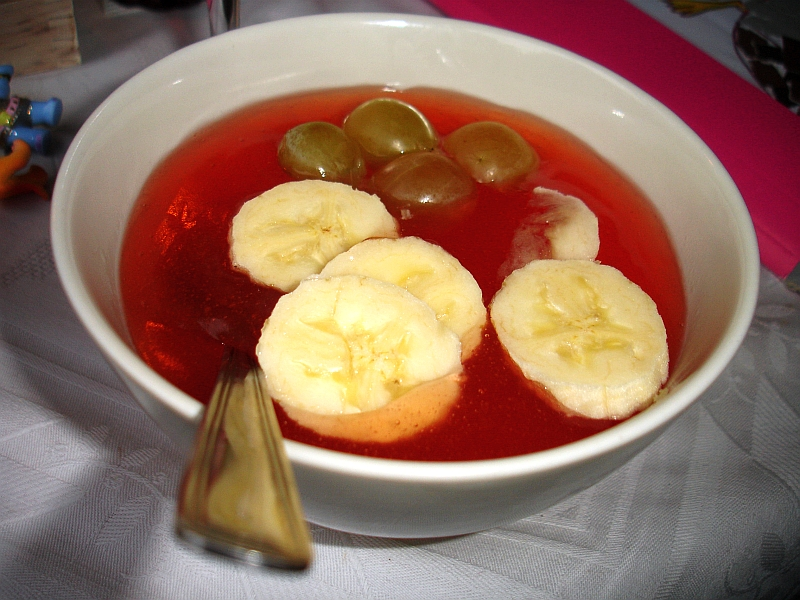
Kisiel z owocami

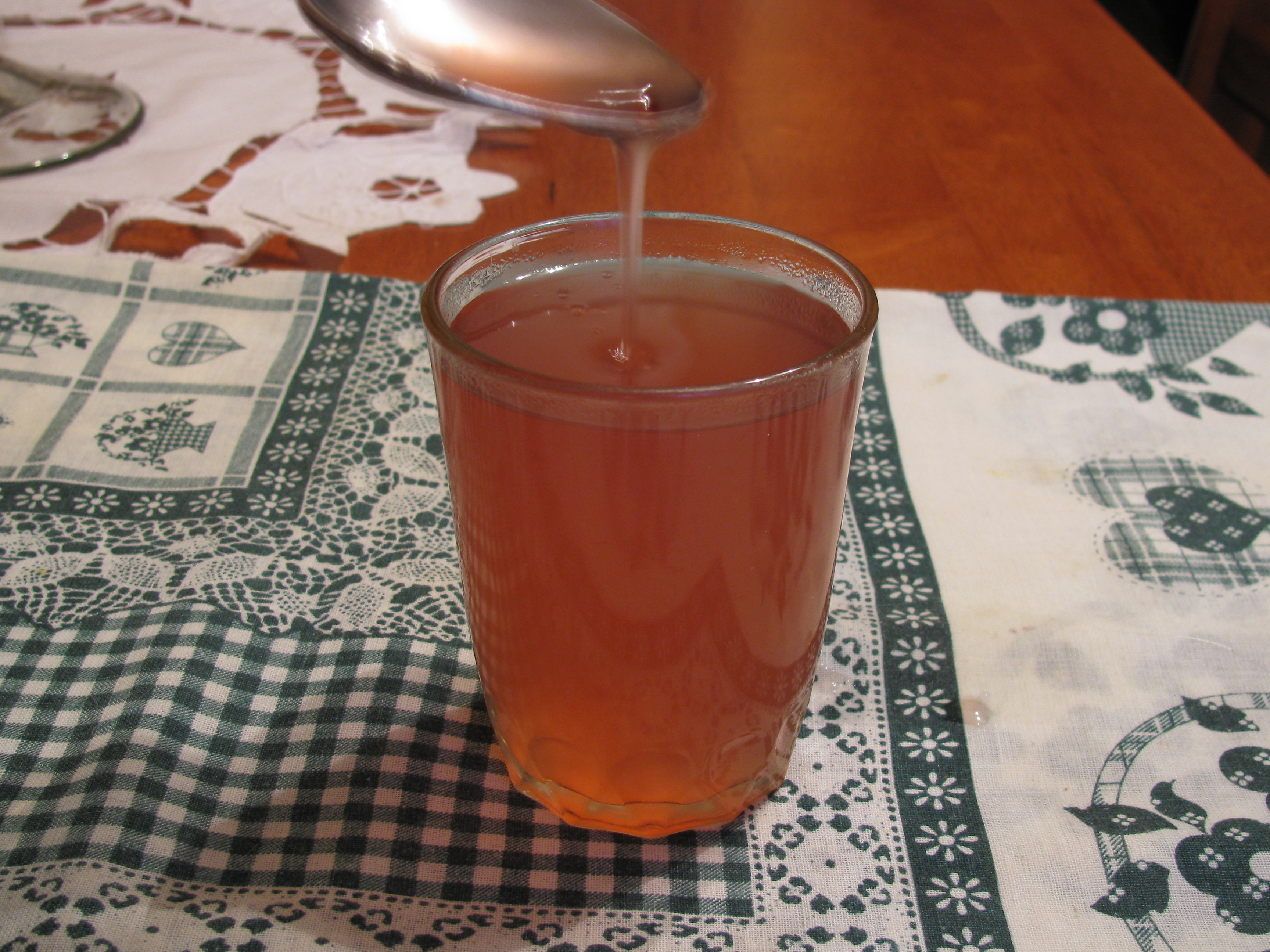
Kisiel z czarnych porzeczek przygotowany jako napój

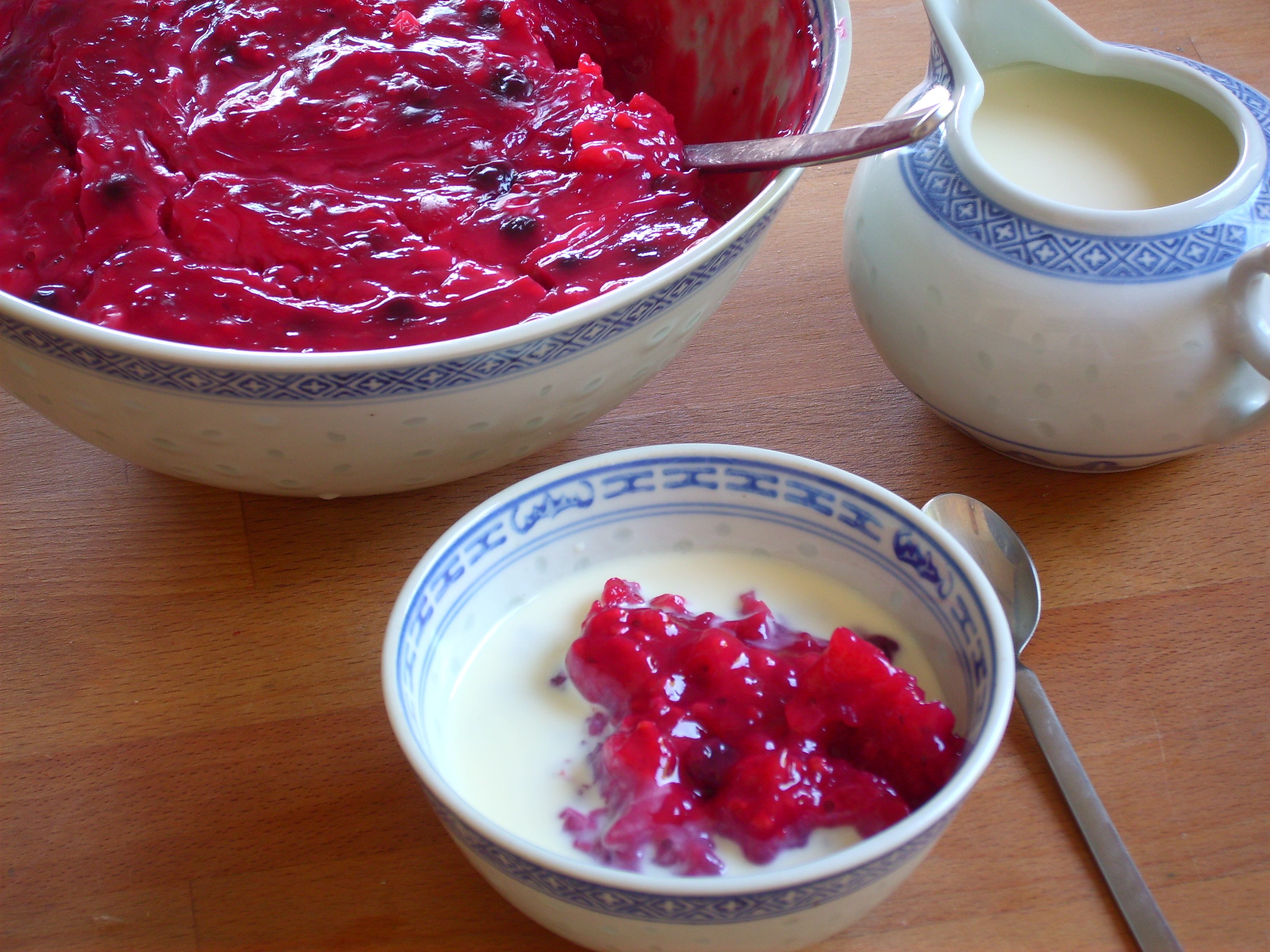
Duński kisiel rødgrød med fløde podany z sosem waniliowym

Kisiel owocowy – deser żelujący przygotowywany z wywaru i przecieru z gotowanych owoców albo z samego przecieru z surowych miękkich owoców albo też ze smażonego soku (syropu) z owoców, zagęszczany mąką ziemniaczaną. Najbardziej pożądane są owoce kwaśne i aromatyczne. Kisiel ma półpłynną, charakterystyczną konsystencję i kwaskowaty smak.
W kuchni polskiej kisiel przygotowuje się następująco:
1. przygotowanie przecieru z owoców,
2. wymieszanie zimnej wody i mąki ziemniaczanej,
3. wymieszanie powstałej zawiesiny z gorącym przecierem owocowym,
4. dodanie cukru i zagotowanie,
5. przelanie do naczyń (salaterek lub kompotierek) zwilżonych wodą[3],
6. studzenie.

Kisiele należą wbrew pozorom do deserów zestalanych na zimno, chociaż podaje się je również na gorąco, czyli bez studzenia. Podgrzane ziarna skrobiowe absorbują wodę pęczniejąc. Następnie wiązania wodorowe skrobi zostają rozerwane, z ziaren wypływa amyloza i kolejno amylopektyna, co w konsekwencji nadaje potrawie półpłynną konsystencję. Tak powstały kleik jest roztworem koloidalnym. Podczas stygnięcia powstaje żel, w którym cząsteczki wody są wiązane między cząsteczkami skrobi, co powoduje zagęszczenie kisielu. Kwasy pochodzące z owoców przeszkadzają w pęcznieniu skrobi, dlatego do kisieli owocowych należy dawać nieco więcej mąki ziemniaczanej niż do mlecznych. Autorzy książki Kucharz gastronom instruują więc, by było to 60-70g mąki ziemniaczanej na 750 g (5 porcji) kisielu.
Kamilla Chołoniewska (1877–1936) w swoim podręczniku Gospodarstwo domowe i racjonalne żywienie podała przepisy na „kisiel żurawinowy” oraz „kisiel mleczny”, poprzedzając je ogólną recepturą:

Podprawę do kisielu przyrządza się z mąki ziemniaczanej, wymieszanej z zimnym płynem (¼ litra na 8 dkg mąki, który tworzy podstawę kisielu). Zawiesinę tę wlać na wrzący płyn i mieszając zagotować. Kisiel zastudza się w foremce, oblanej wodą i wysypanej cukrem lub też w szklanej salaterce.
Na litr płynu, przeznaczonego na kisiel, bierze się 8 dkg mąki ziemniaczanej.

Kisiele owocowe podaje się polane syropem owocowym, słodkim sosem (waniliowym, owocowym), słodzoną śmietaną, przybrane bitą śmietaną, dżemem, konfiturami, świeżymi owocami, groszkiem ptysiowym, drobnymi ciasteczkami, biszkopcikami etc.

## Kisiele owocowe w postaci koncentratów
W sprzedaży dostępny jest także kisiel w formie koncentratu (proszku), do którego dodaje się tylko wodę. Te produkowane w Polsce składają się z zagęstników skrobiowych (mąki ziemniaczanej, skrobi kukurydzianej, skrobi modyfikowanej ziemniaczanej), cukru, glukozy, kwasów spożywczych, cytrynianu sodu, soli warzonej, witaminy C, esencji spożywczych oraz barwników spożywczych. Kisiele produkowane na naturalnych sokach owocowych mają tendencję do zbrylania się, stąd sprzedawane są w hermetycznych opakowaniach.
Wyróżnia się kisiele:
- zwykłe – z przewagą mączki ziemniaczanej, wymagające gotowania[1],
- błyskawiczne – z przewagą skrobi modyfikowanych, nie wymagające gotowania[1].

Najpopularniejsze wśród polskich konsumentów są kisiele o smakach: cytrynowym, pomarańczowym, wiśniowym, żurawinowym.